# ロバート・ヘンリー＝オングリー (初代オングリー男爵)
初代オングリー男爵ロバート・ヘンリー＝オングリー（英語: Robert Henley-Ongley, 1st Baron Ongley、出生名ロバート・ヘンリー（Robert Henley）、1721年ごろ – 1785年10月23日）は、グレートブリテン王国の政治家、アイルランド貴族。庶民院議員（在任：1754年 – 1780年、1784年 – 1785年）を務めた。

## 生涯
ロバート・ヘンリー（Robert Henley、1726年と1751年の間に没）と妻アン（Anne、旧姓メリアム（Merryam）、トマス・メリアムの娘）の三男として、1721年ごろに生まれた。1737年にミドル・テンプルに入学、1744年に弁護士資格免許を取得した。ほかにも1741年にオックスフォード大学クライスト・チャーチに入学した。1747年6月15日にサミュエル・オングリーが死去すると、オールド・ウォーデンでの領地を継承、同年に「オングリー」を姓に加えた。
1753年ごろに第4代ベッドフォード公爵ジョン・ラッセルの支持を受け、次の総選挙でベッドフォード選挙区から出馬することが決定した。ベッドフォードでは公爵が1議席を、地方自治体（corporation）が1議席を指名することで合意したが、指名された人物がベッドフォードで活動しないことに公爵の支持者が不満を感じ、対立候補を立てようとする動きが生じたため、ヘンリー＝オングリーともう1人の候補フランシス・ハーンは1754年3月にベッドフォードに到着して、有力住民を食事に誘うなど懐柔策をとり、無投票で当選することに成功した。1761年イギリス総選挙ではベッドフォードシャー選挙区で同じくベッドフォード公爵の支持を受けて当選、1768年イギリス総選挙でも再選した。1774年イギリス総選挙では与党候補として再選を目指し、野党候補が反ベッドフォード派の支持をとりつけるなど広く選挙活動をしたものの、オングリーは得票数2位（986票）で再選した。この選挙戦ではオングリーと協力した候補者の第2代アッパー・オソリー伯爵ジョン・フィッツパトリックからの助力が大きく、ホレス・ウォルポールはアッパー・オソリー伯爵夫人への手紙で「お金を振り捨てるように選挙に費やし、しかも当選が確実な自分のためではなかった」（flinging away so much money on an election, and not for himself, who was sure of his own seat）と述べている。
議会では後援を受けたこともあって概ねベッドフォード公爵派に属し、1761年12月に七年戦争におけるドイツ戦役の継続への反対演説をした。グレンヴィル内閣期（1763年 – 1765年）では概ね与党に属したとされたが、ジョン・ウィルクスへの一般逮捕状（general warrant）をめぐる採決（1764年2月）では野党に同調、1765年に第1次ロッキンガム侯爵内閣が成立するとベッドフォード公爵とともに野党に転じ、印紙法廃止に反対票を投じた。1768年に再選した後も議会弁論で頻繁に発言したものの、『英国議会史』はヘンリー＝オングリーの発言を「どれもそれほど重要な発言ではなかった」（none was of much weight）と評し、『パブリック・レジャー』誌は1779年にヘンリー＝オングリーを「狭量で自分本位の男で、演説も退屈である」（He is a very narrow-minded, selfish man, and a tedious, bad speaker）と評した。ウィルクスの議員当選問題では1769年2月にウィルクスの追放に賛成票を投じたものの、同年5月にはウィルクスの対立候補ヘンリー・ラットレルの当選に賛成票を投じた。イギリス東インド会社の東インド貿易独占を支持し（1768年12月）、ロンドン市長ブラス・クロスビーの議会議事録出版問題では与党に同調して投票（1771年3月）した。1776年7月30日、アイルランド貴族であるオールド・ウォーデンのオングリー男爵に叙された。
アメリカ独立戦争をめぐり強硬策を支持し、1777年5月には演説で「アメリカとヨーロッパの両方で、すべての外敵と内敵に匹敵する」（He was satisfied the nation ... was a match for all her foreign and domestic enemies, whether in America or Europe）と豪語し、1778年2月に首相ノース卿フレデリック・ノースが和解案を提出したときも反対した。選挙改革では1779年2月に政府と契約を結んだ人物を議会から追放する法案に賛成票を投じ、1780年4月にクルー法に賛成票を投じた。しかし、アッパー・オソリー伯爵が1780年イギリス総選挙までに野党に転じた一方、オングリー男爵が与党にとどまったため、アッパー・オソリー伯爵は代わりにセント・アンドルー・シンジョン閣下を支持、オングリー男爵は選挙の4日前（1780年9月23日）に立候補を辞退した。オングリー男爵を支持したベッドフォード大執事のハッドリー・コックス（Hadley Cox、1782年没）は「彼が財布の固い紐を緩めない限り、当選は無理だ」（he will never carry the day ... except he will untie the hard knot of his purse strings）と評し、『英国議会史』もオングリーがけちん坊（parsimonious）であると評した。
1784年イギリス総選挙では再びアッパー・オソリー伯爵、シンジョン、オングリー男爵が2議席を争うという構図になり、今回はアッパー・オソリーとシンジョンがフォックス派、オングリー男爵が小ピット派に属した。選挙直前の4月11日に「1票だけの差でも結果が覆せる」（A single vote may turn the election）と予想した通り、4月19日の開票ではアッパー・オソリー1,050票、シンジョン974票、オングリー973票という結果になり、アッパー・オソリーとシンジョンの当選が宣告された。オングリーは選挙申し立てで開票のミスを指摘して、同年7月1日に逆転当選の裁定を得たものの、シンジョンは選挙申し立てでオングリーによる賄賂と選管の不正を指摘、庶民院は票を細かく調べた末に1785年3月1日に裁定を下し、正しい票数をシンジョン829票、オングリー825票とし、シンジョンの当選を宣告した。この選挙では双方ともに多額の資金を投入しており、オングリーは費やした6,000ポンドを回収するために寄付金を募った。
1785年10月23日に死去、息子ロバートが爵位を継承した。

## 家族
1763年5月4日、フランシス・ゴスフライト（Frances Gosfright、1799年1月22日没、リチャード・ゴスフライトの娘）と結婚、2男4女をもうけた。
- ロバート（1771年10月3日 – 1814年8月20日） - 第2代オングリー男爵[1]
- サミュエル・ヘンリー（1774年6月16日 – 1822年6月1日[8]） - 1809年10月3日、フランシス・モヌー（Frances Monoux、1768年 – 1841年1月9日、第5代準男爵サー・フィリップ・モヌーの娘）と結婚[7][9]
- フランシス（Frances[7][9]）
- キャサリン（1821年3月18日没） - 1790年3月27日、ジョン・エドワーズ・フレマントル（John Edwards Fremantle、1798年没）と結婚[8]
- アン（1810年10月6日没[7]）
- サラ（1850年1月21日没） - 1791年6月27日、ウィリアム・ロバート・フィリモア（William Robert Phillimore、1768年 – 1846年11月30日）と結婚[8]